# Wikipedia in uzbeco
La Wikipedia in uzbeco (Oʻzbekcha Vikipediya), spesso abbreviata in uz.wikipedia o uz.wiki, è l'edizione in lingua uzbeca dell'enciclopedia online Wikipedia.

## Storia
È stata aperta il 21 dicembre 2003.
È scritta con caratteri latini ma dal 2012 è attiva anche la versione in cirillico.

## Statistiche
La Wikipedia in uzbeco ha 291 528 voci, 1 097 323 pagine, 157 869 utenti registrati di cui 451 attivi, 13 amministratori e una "profondità" (depth) di 38 (al 20 marzo 2025).
È la 41ª Wikipedia per numero di voci e, come "profondità", è la 41ª fra quelle con più di 100.000 voci (al 14 ottobre 2024).

## Cronologia
- 28 maggio 2006 — supera le 1000 voci
- 5 giugno 2012 — supera le 10.000 voci
- 8 novembre 2012 — supera le 50.000 voci ed è la 60ª Wikipedia per numero di voci
- 20 marzo 2013 — supera le 100.000 voci ed è la 44ª Wikipedia per numero di voci
- 3 luglio 2022 – supera le 150.000 voci ed è la 58ª Wikipedia per numero di voci
- 26 novembre 2022 – supera le 200.000 voci ed è la 52ª Wikipedia per numero di voci
- 29 giugno 2024 – supera le 300.000 voci ed è la 40ª Wikipedia per numero di voci